# Tillandsia 'Gardicta'
Tillandsia 'Gardicta' es un  cultivar híbrido del género Tillandsia perteneciente a la familia  Bromeliaceae.
Es un híbrido creado   con las especies Tillandsia gardneri × Tillandsia stricta.